# Fortunato da Trieste
Fortunato (né à Trieste et mort en 826) a été un évêque et le patriarche de Grado de 803 à 820.